# Facundo Ospitaleche
Facundo Ospitaleche Hernández (Montevideo, 11 aprile 1996) è un calciatore uruguaiano, centrocampista del Manta.

## Caratteristiche tecniche
È un mediano.

## Carriera

### Club
Cresciuto nel settore giovanile del Defensor Sporting, ha esordito in prima squadra il 24 ottobre 2015 in occasione del match di campionato pareggiato 0-0 contro il Plaza Colonia.

### Nazionale
Nel 2013 ha partecipato ai Mondiali Under-17.